# Малішевський Вітольд Йосипович
Ві́тольд Йо́сипович Маліше́вський (пол. Witold Maliszewski; 20 липня 1873, Могилів-Подільський, нині Україна, — 18 липня 1939, Залісся біля Варшави, Польща) — польський композитор, педагог і громадський діяч, засновник і ректор Одеської консерваторії, професор Варшавської консерваторії, учень М. А. Римського-Корсакова.

## Біографічні відомості
Малішевський закінчив Санкт-Петербургську консерваторію по класу композиції М. А. Римського-Корсакова. Там само належав до відомої групи музикантів — Бєляєвського гуртка (див. Бєляєв Митрофан Петрович).
У 1913 році Малішевський був одним із засновників Одеської консерваторії.
Після захоплення УНР Червоною Армією РРФСР, рятуючись від більшовицького терору, 1921 року емігрував до Польщі.
У 1925—1927 роках Малішевський викладав в Музичній школі ім. Ф. Шопена, одночасно працював директором Варшавського музичного товариства. У 1927 році був головою Першого Міжнародного Конкурсу ім. Фридерика Шопена.
У 1931—1934 роках Малішевський займає посаду директора в Міністерстві освіти Польщі.
У 1931—1939 — професор Варшавської консерваторії.
Учні: Вітольд Лютославський, Микола Вілінський, Климентій Корчмарьов, Фелікс Лабунський, Фелікс Рибіцький, Борис Шехтер.
У радянські часи ім'я Малішевського було заборонено, а в 1950-му заснована ним Одеська консерваторія дістала ім'я Антоніни Нежданової, яка не була пов'язана з цим закладом.
Двоюрідна правнучка Вітольда Малішевського — київська поетеса Олена Малишевська.